# 馬尼利夫卡 (津科夫區)
50°9′16″N 34°23′57″E / 50.15444°N 34.39917°E
馬尼利夫卡（烏克蘭語：Манилівка），是烏克蘭中部的村莊，隸屬波爾塔瓦州的波爾塔瓦區。該村處於格倫河右岸，距離斯圖普基1公里，面積0.57平方公里，海拔高度107米，2001年人口56。